# Marphysa angeli
Marphysa angeli är en ringmaskart som beskrevs av Carrera-Parra och Salazar-Vallejo 1998. Marphysa angeli ingår i släktet Marphysa och familjen Eunicidae. Inga underarter finns listade i Catalogue of Life.